# Tylophora macrophylla
Tylophora macrophylla är en oleanderväxtart som beskrevs av George Bentham. Tylophora macrophylla ingår i släktet Tylophora och familjen oleanderväxter. Inga underarter finns listade i Catalogue of Life.